# Ion Țăranu
Ion Țăranu (Turnu Măgurele, 14 marzo 1938 – 2005) è stato un lottatore rumeno, specializzato nella lotta greco-romana. Ha rappresentato la Romania a tre edizioni consecutive dei Giochi olimpici estivi, vincendo il bronzo nei pesi medi ai Roma 1960 e classificandosi quinto a Tokyo 1964 e Città del Messico 1968 nella stessa categoria di peso.

## Palmarès
- Giochi olimpici

Roma 1960: bronzo nei pesi medi;
- Europei

Minsk 1967: argento nei pesi medi;